# Tommi Jyry
Tommi Matti Jyry (Helsinki, 16 agosto 1999) è un calciatore finlandese, centrocampista del Petrolul Ploiești e della nazionale finlandese.

## Carriera

### Club
Cresciuto nel settore giovanile dell'HJK, nel 2017 inizia la carriera professionistica con l'HIFK, con cui firma un biennale. Dopo essere retrocesso al termine della prima stagione nel club, in quella successiva vince il campionato di Ykkönen. Il 29 novembre 2018 firma un triennale con il KuPS, con cui vince subito il campionato finlandese da protagonista. Nel giugno del 2020 subisce un grave infortunio che gli fa saltare tutta la stagione; rientrato nel 2021, rimane ai margini della rosa.
Il 24 novembre firma un biennale con l'Inter Turku; nel 2023 diventa il capitano della squadra. Il 6 febbraio 2024 si lega fino al 2026 con il Petrolul Ploiești.

### Nazionale
Nel maggio del 2025 ha ottenuto la prima convocazione con la nazionale maggiore finlandese.

## Statistiche

### Presenze e reti nei club
Statistiche aggiornate all'8 giugno 2025.
| Stagione                 | Squadra                  | Campionato               | Campionato | Campionato | Coppe nazionali | Coppe nazionali | Coppe nazionali | Coppe continentali | Coppe continentali | Coppe continentali | Altre coppe | Altre coppe | Altre coppe | Totale | Totale |
| Stagione                 | Squadra                  | Comp                     | Pres       | Reti       | Comp            | Pres            | Reti            | Comp               | Pres               | Reti               | Comp        | Pres        | Reti        | Pres   | Reti   |
| ------------------------ | ------------------------ | ------------------------ | ---------- | ---------- | --------------- | --------------- | --------------- | ------------------ | ------------------ | ------------------ | ----------- | ----------- | ----------- | ------ | ------ |
| 2017                     | HIFK                     | VL                       | 3+2        | 0          | CF              | 2               | 0               |                    | -                  | -                  |             | -           | -           | 7      | 0      |
| 2018                     | HIFK                     | Y                        | 24         | 1          | CF              | 4               | 0               |                    | -                  | -                  |             | -           | -           | 28     | 1      |
| Totale HIFK              | Totale HIFK              | Totale HIFK              | 27+2       | 1          |                 | 6               | 0               |                    | -                  | -                  |             | -           | -           | 35     | 1      |
| 2019                     | KuPS                     | VL                       | 22         | 1          | CF              | 4               | 1               | UEL                | 2                  | 0                  | -           | -           | -           | 28     | 2      |
| 2020                     | KuPS                     | VL                       | 0          | 0          | CF              | 1               | 1               | UCL+UEL            | 0+0                | 0                  | -           | -           | -           | 1      | 1      |
| 2021                     | KuPS                     | VL                       | 6          | 0          | CF              | 3               | 0               | UECL               | 1                  | 0                  | -           | -           | -           | 10     | 0      |
| Totale KuPS              | Totale KuPS              | Totale KuPS              | 28         | 1          |                 | 8               | 2               |                    | 3                  | 0                  |             | -           | -           | 39     | 3      |
| 2022                     | Inter Turku              | VL                       | 27         | 5          | CF+CdL          | 4+6             | 0               | UECL               | 2                  | 0                  | -           | -           | -           | 39     | 5      |
| 2023                     | Inter Turku              | VL                       | 25+1       | 4          | CF+CdL          | 1+6             | 0+1             | -                  | -                  | -                  | -           | -           | -           | 33     | 5      |
| Totale Inter Turku       | Totale Inter Turku       | Totale Inter Turku       | 52+1       | 9          |                 | 17              | 1               |                    | 2                  | 0                  |             | -           | -           | 72     | 10     |
| feb.-giu. 2024           | Petrolul Ploiești        | L1                       | 11         | 1          | CR              | -               | -               | -                  | -                  | -                  | -           | -           | -           | 11     | 1      |
| 2024-2025                | Petrolul Ploiești        | L1                       | 38         | 1          | CR              | 2               | 0               | -                  | -                  | -                  | -           | -           | -           | 40     | 1      |
| 2025-2026                | Petrolul Ploiești        | L1                       | -          | -          | CR              | -               | -               | -                  | -                  | -                  | -           | -           | -           | -      | -      |
| Totale Petrolul Ploiești | Totale Petrolul Ploiești | Totale Petrolul Ploiești | 49         | 2          |                 | 2               | 0               |                    | -                  | -                  |             | -           | -           | 51     | 2      |
| Totale carriera          | Totale carriera          | Totale carriera          | 156+3      | 6          |                 | 33              | 3               |                    | 5                  | 0                  |             | -           | -           | 197    | 9      |

## Palmarès

### Club

#### Competizioni nazionali
- Campionato finlandese: 1

KuPS: 2019
- Ykkönen: 1

HIFK: 2018
- Suomen Cup: 1

KuPS: 2021